# کنگره ارتباطات آشوب
کنگره ارتباطات آشوب (به انگلیسی: Chaos Communication Congress) یک کنفرانس سالانه است که توسط باشگاه کامپیوتر آشوب برگزار می شود. این کنگره شامل سخنرانی ها و کارگاه های آموزشی مختلفی در مورد مسائل فنی و سیاسی مرتبط با امنیت، رمزنگاری، حریم خصوصی و آزادی بیان آنلاین است. از سال ۱۹۸۴ به طور منظم در پایان سال (۲۷ تا ۳۰ دسامبر) برگزار می‌شود،  این رویداد در کنار دف‌کان در لاس‌وگاس یکی از بزرگترین رویدادهای نوع خود محسوب می‌شود.

## جستار وابسته
- دف‌کان

## پیوند بیرونی
- مروری بر کنگره های ارتباطات آشوب